# 天川村立天川小中学校
天川村立天川小中学校（てんかわそんりつてんかわしょうちゅうがっこう）は、奈良県吉野郡天川村にある村立義務教育学校。

## 概要
天川村唯一の公立学校である。2001年時、天川村には、小学校3校、中学校2校が存在していたが、統廃合により、2017年には、小学校1校、中学校2校となっていた。2018年4月に洞川中学校と天川中学校が統合された。その際、天川小学校敷地内に天川中学校が開校し、天川小学校と天川中学校の施設は一体となった。

## 沿革

### 略歴
天川村立天川小中学校は、天川村立天川小学校と天川村立天川中学校が統合し、2020年４月1日に開校した。

### 年表

#### 天川村立天川小学校
- 1873年4月1日 - 小学校開校
- 1972年4月1日 - 天川村立和田小学校と天川村立庵住小学校が統合し天川村立天川西小学校開校
- 1982年4月1日 - 天川村立塩野小学校が閉校し、天川村立天川西小学校に統合
- 2002年4月1日  - 天川村立天川西小学校と天川村立天之川小学校が統合し旧天川村立天川小学校開校
- 2006年3月24日 - 天川村立天川小学校新校舎落成
- 2007年4月1日 - 旧天川村立天川小学校と洞川小学校が統合して天川村立天川小学校開校

（天川村立天川小学校旧Webサイトより）
- 2019年3月31日 - 統合のため閉校

#### 天川村立天川中学校
- 2018年4月1日 - 天川村立洞川中学校と旧天川村立天川中学校の統合により開校
- 2020年3月31日 - 統合のため閉校

#### 天川村立天川小中学校
- 2020年
  - 4月1日 - 開校
  - 4月6日 - 最初の始業式挙行[2]
  - 4月7日 - 第1回入学式と7年生進級式（中学校入学式相当）挙行[2]

## 学校教育目標
- ふるさとを愛し、自らの未来を主体的に切り拓く児童生徒の育成

## 学校行事
| - 4月 入学式・始業式 - 5月 - 6月 | - 7月 終業式 - 8月 - 9月 始業式 | - 10月 - 11月 - 12月 終業式 | - 1月 始業式 - 2月 - 3月 卒業式・終業式 |

## 通学区域
- 天川村

## 交通
- 近畿日本鉄道吉野線下市口駅下車。
  - 奈良交通で約１時間
    - 中庵住行き乗車、沖金下車。徒歩約３分
    - 洞川温泉行き乗車、天川川合下車。徒歩約９分